# Анкаш (регіон)
Анкаш (ісп. Ancash, повна назва Región Ancash, від кеч. anqash — «блакитний») — регіон Перу. Столиця регіону — Уарас, найбільше місто — Чимботе.

## Географія
Розташований на заході центральної частини Перу. Межує з регіонами: Ліма (на півдні), Уануко (на сході) і Ла-Лібертад (на півночі). На заході омивається водами Тихого океану. Територія поєднує в собі прибережну рівнину, високі плато і пуни, а також Анди. У провінції Юнгай знаходиться гора Гуаскаран, висотою 6768 м, яка є найвищою точкою Перу і четвертою найвищою горою в Південній Америці. Гора Гуаскаран знаходиться на території однойменного національного парку, який є об'єктом спадщини ЮНЕСКО і біосферним заповідником.

## Історія
У 1970 році в провінції стався найсильніший землетрус в історії Перу. Епіцентр знаходився поблизу узбережжя, приблизно в 35 км від Чимботе. Магнітуда склала 8.0 — 7.9. Жертвами трагедії стали понад 74 000 осіб.

## Адміністративний поділ

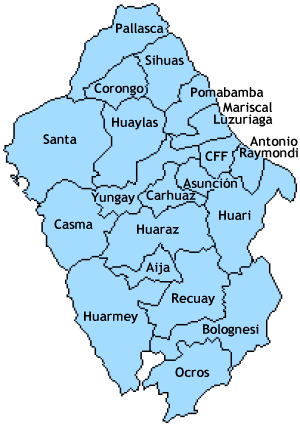
Провінції регіону Анкаш

Регіон розподіляється на 20 провінцій:
| №  | Провінції                 | Площа, км² | Населення, осіб (1993) | Населення, осіб (2007) | Населення, осіб (2017) | Центр      | К-ть дистриктів |
| -- | ------------------------- | ---------- | ---------------------- | ---------------------- | ---------------------- | ---------- | --------------- |
| 1  | Аїха                      | 697        | 8657                   | 7995                   | 6639                   | Аїха       | 5               |
| 2  | Антоніо-Раймонді          | 562        | 18912                  | 17059                  | 14360                  | Льямельїн  | 6               |
| 3  | Асунсьйон                 | 529        | 9846                   | 9054                   | 7873                   | Чакас      | 2               |
| 4  | Бологнесі                 | 3155       | 28029                  | 30725                  | 24940                  | Чикіан     | 15              |
| 5  | Карлос-Фермін-Фіцкарральд | 624        | 21026                  | 21322                  | 18816                  | Сан-Луїс   | 3               |
| 6  | Каруас                    | 804        | 39721                  | 43902                  | 48072                  | Каруас     | 11              |
| 7  | Касма                     | 2263       | 35380                  | 42368                  | 53115                  | Касма      | 4               |
| 8  | Коронго                   | 988        | 8917                   | 8329                   | 7974                   | Коронго    | 7               |
| 9  | Маріскаль-Лусуріага       | 731        | 23151                  | 23292                  | 21817                  | Піскобамба | 8               |
| 10 | Окрос                     | 1945       | 7039                   | 9196                   | 7491                   | Окрос      | 10              |
| 11 | Пальяска                  | 2101       | 28389                  | 29454                  | 25027                  | Кабана     | 11              |
| 12 | Помабамба                 | 914        | 26276                  | 27954                  | 26605                  | Помабамба  | 4               |
| 13 | Рекуай                    | 2304       | 19234                  | 19102                  | 18066                  | Рекуай     | 10              |
| 14 | Санта                     | 4014       | 338951                 | 396434                 | 451184                 | Чимботе    | 9               |
| 15 | Сіуас                     | 1456       | 31963                  | 30700                  | 28686                  | Сіуас      | 10              |
| 16 | Уайлас                    | 2293       | 50575                  | 53729                  | 55249                  | Карас      | 10              |
| 17 | Уарас                     | 2493       | 121028                 | 147463                 | 174534                 | Уарас      | 12              |
| 18 | Уарі                      | 2772       | 63883                  | 62598                  | 62278                  | Уарі       | 16              |
| 19 | Уармей                    | 3909       | 23858                  | 27820                  | 31489                  | Уармей     | 5               |
| 20 | Юнгай                     | 1361       | 50188                  | 54963                  | 54900                  | Юнгай      | 8               |

## Найбільші населені пункти
Населені пункти з чисельністю населення понад 10000 осіб:
| №                                             | Населений пункт | Населення, осіб (1993) | Населення, осіб (2007) | Населення, осіб (2017) |
| --------------------------------------------- | --------------- | ---------------------- | ---------------------- | ---------------------- |
| 1                                             | Чимботе*        | 291408                 | 320240                 | 366160                 |
| 2                                             | Уарас*          | 67538                  | 99462                  | 120928                 |
| 3                                             | Касма*          | 18666                  | 24842                  | 32851                  |
| 4                                             | Уармей          | 13582                  | 17551                  | 21141                  |
| 5                                             | Санта           | 12404                  | 15754                  | 18814                  |
| 6                                             | Карас           | 9635                   | 13330                  | 15944                  |
| Примітка: * — конгломерація населених пунктів |                 |                        |                        |                        |

## Економіка
Економіка регіону — третя економіка Перу. Добувна промисловість представлена видобутком золота, міді та цинку. У прибережних районах важливе значення має рибальство. Сільське господарство представлене головним чином вирощуванням картоплі, пшениці, ячменю та інших культур.
| Перу | Це незавершена стаття з географії Перу. Ви можете допомогти проєкту, виправивши або дописавши її. |